# Désiré Georges Jean Marie Bois
Désiré Georges Jean Marie Bois (1856-1946) fue un botánico, horticultor, y agrónomo francés.
De 1920 a 1932 fue director y profesor del Museo Nacional de Historia Natural de Francia.
Fue Presidente de la "Sociedad Botánica de Francia", en 1920. Y un segundo mandato en 1931.

## Algunas publicaciones
- 1885. Le Potager d'un curieux : Histoire, culture et usages de 100 plantes comestibles peu connues ou inconnues. Con Nicolas-Auguste Paillieux. París, Librairie agricole de la maison rustique, 294 p.

- 1896. Atlas des plantes de jardins et d'appartements exotiques et européennes, Klincksieck, 432 pp. + 320 planchas en tres tomos

- 1899. Dictionnaire d'Horticulture.

- 1900. L'approvisionnement des halles centrales de Paris en 1899, les fruits et les légumes, (con Georges Gibault 1856-1941)

- 1906.Titres et travaux scientifiques de M. D. Bois

- 1911. La récolte et l'expédition des graines & des plantes vivantes. 24 pp. Fils d’Emile Deyrolle

- 1912. Capus, G. & D. Bois. Les produits coloniaux. Origine, production, commerce. Paris, Armand Colin, 1912, 1.ª ed. pp. xvi, 687, (24, adv.), 203 ilustraciones

- Cadeaux pour jardinier

- 1919. Le petit jardin. Manuel pratique d'horticulture.[2]

- 1927. Les fruits. 1.ª ed.

- 1927. Les légumes. Rive Droite. 1.ª ed. 596 pp.

- 1927. Les plantes alimentaires chez tous les peuples et à travers les âges : histoire, utilisation, culture.[3]

- 1934. Plantes à épices, aromates, à condiments. Comedit 1.ª ed. 292 pp.

- 1937. Vigne, cafe, cacao et d'autres plantes à boire. 602 pp.

## Honores

### Eponimia
- (Crassulaceae) Kalanchoe boisi Raym.-Hamet & H.Perrier[4]

- (Convolvulaceae) Merremia boisiana (Gagnep.) Ooststr.[5]

- (Malvaceae) Pavonia boisiana Krapov.[6]

- (Polypodiaceae) Polypodium boisii Christ[7]

- (Rosaceae) Rosa boisii Cardot[8]
- La abreviatura «Bois» se emplea para indicar a Désiré Georges Jean Marie Bois como autoridad en la descripción y clasificación científica de los vegetales.[9]

Existen 143 registros IPNI de sus identificaciones y nombramientos de nuevas especies, que publicaba habitualmente en : Bull. Mus. Hist. Nat. (Paris); Rev. Hort. Paris; Notul. Syst.; Pl. Aliment.; Vilm. & Bois, Frut. Vilm.; Compt. Rend. Acad. Sci. Paris; Journ. Hort. Fr.; Potag. Cur.